# Райские документы

Государства, должностные лица которых фигурируют в документах

«Райские документы», «райское досье», «райские бумаги», «документы с райских островов» (англ. Paradise Papers) — массив материалов, касающихся деятельности офшорных компаний, зарегистрированных в «экзотических» офшорных зонах, которые были обнародованы в начале ноября 2017 года по результатам расследования, организованного газетой Süddeutsche Zeitung. Газета, получившая массив данных от анонимного источника, передала его на изучение Международному консорциуму журналистов-расследователей (ICIJ) и Центру расследования коррупции и организованной преступности OCCRP.
К проекту по расследованию материалов из «Райских островов» были привлечены около 400 журналистов из 67 стран.
В совокупности массив содержит 13,4 миллиона документов о владельцах офшорных фирм. Большинство документов — 6,8 млн — связаны с бермудской фирмой Appleby Group Services Ltd, предоставляющей услуги по регистрации офшоров, налоговому планированию и корпоративному управлению. Второй компанией-регистратором, архивы которой были переданы журналистам, является сингапурская Asiacity Trust. Помимо этого, массив содержит данные корпоративных реестров 19 государств: Антигуа и Барбуда, Аруба, Багамские острова, Барбадос, Бермудские Острова, Острова Кайман, Острова Кука, Доминика, Гренада, Лабуан, Ливан, Мальта, Маршалловы Острова, Сент-Китс и Невис, Сент-Люсия, Сент-Винсент и Гренадины, Самоа, Тринидад и Тобаго и Вануату. 
Раскрытые документы содержат информацию об активах и собственности ряда политиков и других публичных деятелей, а также дают представление об офшорных операциях компаний Facebook, Apple, Microsoft, EBay, Glencore, Uber, Nike,  Walmart, Allianz, Siemens, McDonald's и Yahoo. В частности, документы имеют отношение к финансовым транзакциям королевы Великобритании Елизаветы, президента Колумбии Хуана Мануэля Сантоса, министра торговли США Уилбера Росса, президента Украины Петра Порошенко.